# Rivas ättling
Rivas ättling är den andra och avslutande delen i David och Leigh Eddings fantasyserie Belgarath Besvärjaren. På svenska är den en egen bok, men den omfattar kapitel 33-50 i Belgarath the Sorcerer.
- Originaltitel: Belgarath the Sorcerer
- Utgivningsår: 1997 (eng: 1995)